# Bandolina
Um bandolina é um instrumento musical em forma de pêra, de 16 cordas. É apresentado como solista ou em grupos musicais.